# N26 (Luxemburg)
De N26 (Luxemburgs: Nationalstrooss 26) is een nationale weg in Luxemburg tussen Wiltz en Liefrange aan de Lac de la Haute-Sûre waar de route over gaat in de CR318. De route heeft een lengte van ongeveer 12 kilometer.
De route gaat bij Bavigne over de Bavigne-Dam. Doordat op de dam maar één rijstrook aanwezig is, wordt het verkeer hier met stoplichten geregeld.

## N26a
De N26a is een ongeveer 1 kilometer lange verbindingsweg in Wiltz. Het vormt hierbij de doorgaande route naar de N12 toe voor de noordelijke richtingen, terwijl de N26 zelf richting de N12 gaat voor de zuidelijke richtingen. De route sluit onderweg ook aan op de CR319.

## N26b
De N26b is een ongeveer 2 kilometer lange route ten westen van de plaats Wiltz. De route verbindt de N26 met de CR319.
N1 ·
N2 ·
N3 ·
N4 ·
N5 ·
N6 ·
N7 ·
N8 ·
N10 ·
N11 ·
N12 ·
N13 ·
N14 ·
N15 ·
N16 ·
N17 ·
N18 ·
N19 ·
N20 ·
N21 ·
N22 ·
N23 ·
N24 ·
N25 ·
N26 ·
N27 ·
N28 ·
N31 ·
N32 ·
N33 ·
N34 ·
N35 ·
N37 ·
N38
N50 ·
N51 ·
N52 ·
N53 ·
N55 ·
N56 ·
N57